# Liz Baffoe
Liz Baffoe (nacida el 6 de julio de 1969) es una actriz ghanesa-alemana.

## Biografía
Baffoe nació como la hija menor de un diplomático de Ghana y creció en el barrio diplomático de Bonn - Bad Godesberg. De 1996 a 1999 asistió a la escuela de teatro del Theatre der Keller de Colonia y en 2001 al Herbert Berghof Studio de Nueva York. Su hermano es el exfutbolista ghanés Anthony Baffoe y la actriz Rosalind Baffoe es su hermana.

## Carrera profesional
Interpretó el papel de la nigeriana Mary en la serie de televisión Lindenstrasse desde 1995 hasta 2007. También ha desempeñado papeles secundarios en algunas series y películas de televisión alemanas.
Desde septiembre de 2007 ha interpretado a la maestra Changa Miesbach en la serie Schloss Einstein. También interpretó a la operadora de kioscos Hadiya Wedekind en la serie Die Anrheiner de 2008 a 2013.
Continuó con su personaje de Hadiya Wedekind Ein Fall für die Anrheine (2011). El 27 de enero de 2013, fue candidata en la transmisión televisiva de VOX Perfect Celebrity Dinner. Desde diciembre de ese año, está representada por la agencia gestión ONEeins Management de Odenthal. Desde 2013, ha sido el patrocinadora de Gye Nyame Kids eV. La asociación apoya a los huérfanos y semi-huérfanos, así como a las madres solteras en Ghana. En agosto de 2014, participó en el programa Sat.1 Promi Big Brother.
El 1 de septiembre de 2015, inauguró la marca de moda Atinka Ashenso junto con el empresario Alexander Leon Diaz. En abril de 2018, lanzó su colección de joyas en el canal QVC.
A partir de 2021 es embajadora de WW.

## Filmografía seleccionada
- 1995–2007: Lindenstraße
- 1999: Der Fahnder

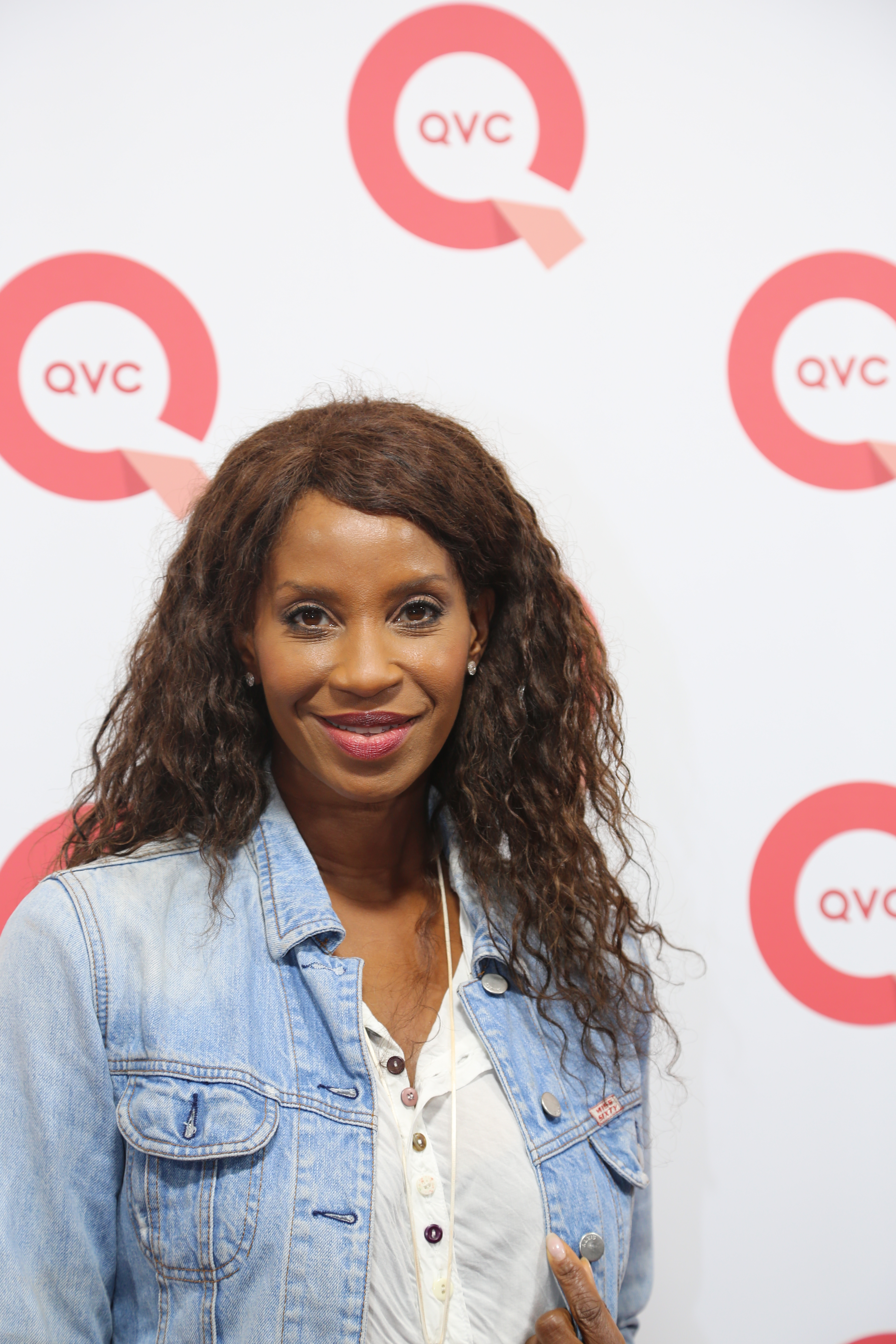
Liz Baffoe - QVC

- 2000: Die Manns – Ein Jahrhundertroman
- 2001: Tatort – Bestien
- 2002: Problemzone Mann
- 2003: Im Namen des Gesetzes
- 2008–: Schloss Einstein
- 2008–2011: Die Anrheiner
- 2009: In aller Freundschaft
- 2011–2014: Ein Fall für die Anrheiner
- 2011: Nachtschicht – Reise in den Tod
- 2012: Verbotene Liebe
- 2012: Geisterfahrer
- 2016: Kreuzfahrt ins Glück
- 2018: Die Füchsin – Spur in die Vergangenheit
- 2019: Nachtschicht – Cash & Carry (Krimireihe)

## Vida personal
Se casó con Jens Krieger el 1 de junio de 2012. En la primavera de 2015, se separó de su esposo.